# Джордж и Эй Джей
Джордж и Эй Джей — короткометражный мультфильм, созданный студией «Pixar». Мидквел полнометражного мультфильма «Вверх», рассказывающий подробнее о Джордже и ЭйДжее — работниках дома престарелых. Вместо того, чтобы выпускаться на DVD, как мультфильмы «Переменная облачность», «Даг: специальная миссия» или любой другой короткометражный мультфильм «Pixar», «Джордж и Эй Джей» был первоначально выпущен на iTunes в качестве дополнительной функции, пришедшей с покупкой мультфильма «Вверх». Позднее он был выпущен поклонникам мультфильмов студий «Disney» и «Pixar» на странице в «Facebook», а затем на официальную страницу Disney/Pixar на «YouTube». Позже мультфильм был выпущен в «Pixar Short Films Collection Volume 2». Вся анимация выполнена в ограниченном стиле «раскадровки», а некоторые объекты перемещаются по ключевым кадрам, в то время как персонажи едва говорят и движутся; однако выражения персонажей и история всё же переданы.

## Сюжет
Джордж и Эй Джей приезжают к Карлу Фредриксену, чтобы забрать его в дом престарелых, но озорной старичок улетает от медиков вместе со своим домом на шариках. Джордж и Эй Джей не поверили увиденному и решили забрать других стариков. Однако и другие старички, узнав о побеге Фредриксена, вдохновились этой историей и тоже стали сбегать со своими домами.

## В ролях
- Джейсон Топольски — Джордж, работник дома престарелых
- Эй Джей Рибли III — Эй Джей, работник дома престарелых
- Эдвард Аснер[6] — Карл Фредриксен
- Джордан Нагаи — Рассел
- Боб Питерсон — Даг
- Ким Донован — журналистка
- Клер Мюнзер — старушка
- Валерия ЛаПоинт — миссис Петерсон, кошатница